# سیارک ۳۷۶۴
سیارک ۳۷۶۴ (به انگلیسی: 3764 Holmesacourt، نامگذاری:1980TL15) سه هزار و هفتصد و شصت و چهارمین سیارک کشف شده‌است که در ۱۰ اکتبر ۱۹۸۰ کشف شد.
قدر مطلق سیارک برابر ۱۳٫۵۰ است.